# Selenocosmia deliana
Selenocosmia deliana är en spindelart som beskrevs av Embrik Strand 1913. Selenocosmia deliana ingår i släktet Selenocosmia och familjen fågelspindlar. Inga underarter finns listade i Catalogue of Life.